# Nelore

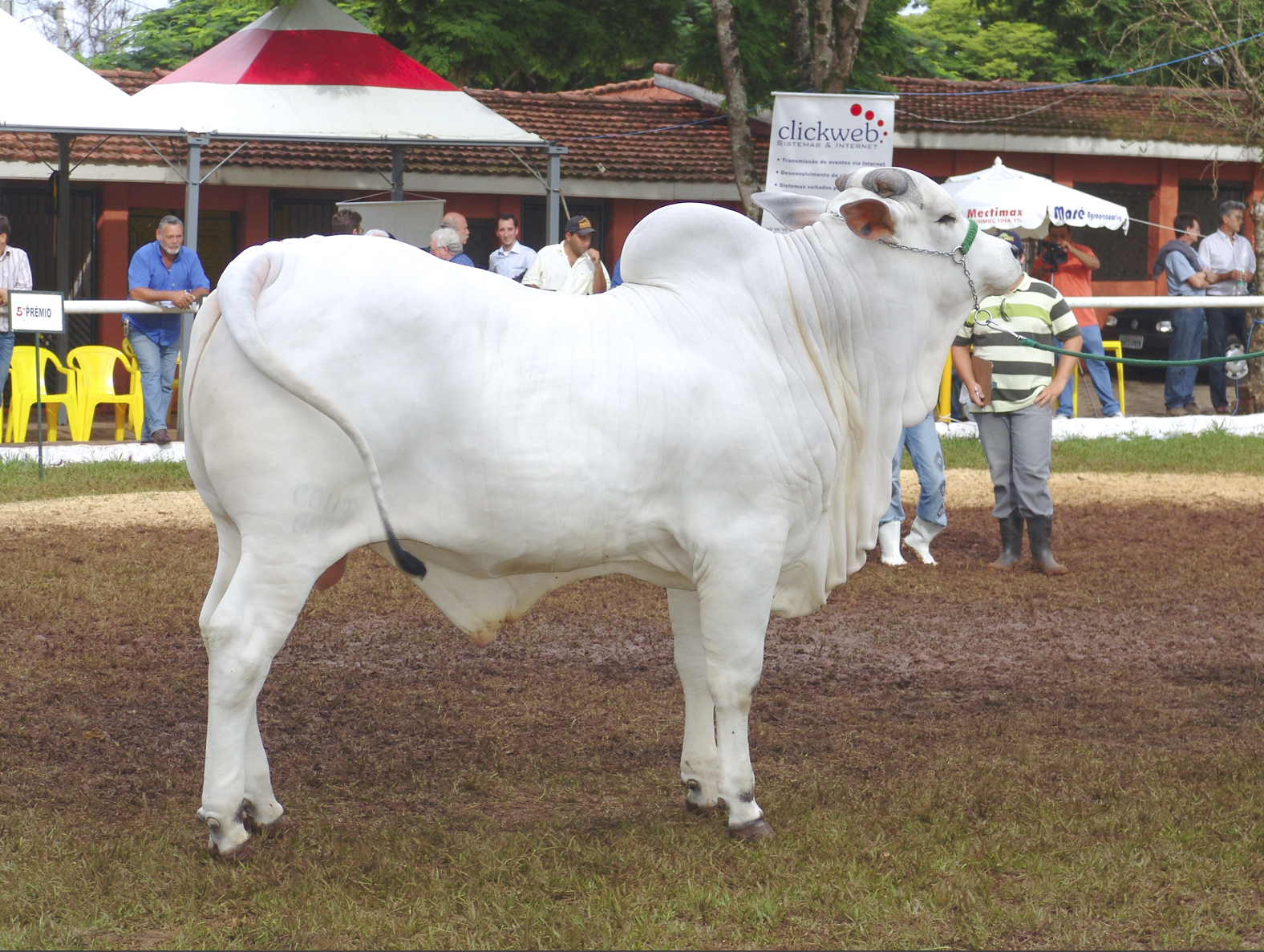
Nelore-ko

Nelore är en nötkreaturras som ursprungligen kom till Brasilien från Indien. De är uppkallade efter staden Nellore i Andhra Pradesh i Indien. 
Nelore har en distinkt stor puckel över toppen av skuldran och halsen. De har långa ben, som hjälper dem att gå i vattnet och när de betar. Nelore kan anpassa sig till allt utom väldigt kallt klimat. De är mycket motståndskraftiga mot höga temperaturer och har naturlig motståndskraft mot olika parasiter och sjukdomar. Brasilien är den största uppfödaren av Nelore.